# 太田市パチンコ店女児失踪事件
太田市パチンコ店女児失踪事件（おおたしパチンコてんじょじしっそうじけん）は、1996年（平成8年）7月7日に群馬県太田市のパチンコ店で起きた女児の失踪事件。捜査には重要参考人として1人の不審な男性が浮上しており、誘拐事件としても考えられている。群馬県警察による事件の正式名称は太田市高林東町地内パチンコ店における幼女略取誘拐容疑事件。

## 事件概要
事件当日は日曜日で、太田市に住む当時4歳の女児（以下Y）が両親と共に午前10時30分頃にパチンコ店に来店した。Yは父に景品の花火が欲しいといい、父は花火を手に入れるためにパチンコに躍起になってしまった。Yは両親がパチンコを始めると店内を無邪気に歩き回ったが、母の忠告で店外には出ないように言われていた。午後1時30分頃にYが母に「〜のおじちゃんがいるよ」と言った。この時母はついて行かないように言ったという。この時がYの存在が確認された最後であった。その10分ほどの後、母が父のところに駆け寄りYがいなくなっていたことが判明した。

## 影響
この事件を機にパチンコ店をはじめその他ゲームセンターに小さい子供が立ち入ることが大きな問題として取り上げられるようになった。学校などでも親などの保護者同伴でもゲームセンターなどに立ち入らないように指導が行われるようになり、親の間にも子供をゲームセンターなどに連れて入ってはいけないという考えが広まった。しかしその後は子供をパチンコ店などに連れて入らないため、子供をパチンコ店の駐車場に停めた車の中に置き去りにしてゲームの間に待たせたりして、特に夏季には熱中症など車の中に残された子供が死亡するといった事例が増えた。

## 重要参考人
パチンコ店の防犯カメラの映像から店内でパチンコ台にはほとんど目を向けずYをつけまわし、声をかけた男性が重要参考人として上がっている。懸賞金上限額は700万円。
- 身長:158センチ前後
- 事件当時の年齢:30代から50代